# Аджерпрес
„Аджерпрес“ (на румънски: Agerpres) е най-старата румънска информационна агенция и първата автономна агенция в Румъния, основана през 1889 г.

## История
Създадена е през март 1889 г. по инициатива на министъра на външните работи Петре Карп като Телеграфна агенция на Румъния (или Румънска агенция), която служи като „бърза и точна услуга за всички новини от общ или специален интерес“. Тя спира да съществува в края на 1916 г. до края на Първата световна война. На 16 юни 1921 г. създава агенция „Ориент-радио“, „грижеща се само за общия интерес и този на своите абонати“. През 1926 г. се извършва нова реорганизация на агенцията, като румънският парламент решава да я преименува на „Радор“ – Информационна телеграфна агенция. През 1949 г. се преименува на „Аджерпрес“. През 1990 г. се преименува на „Ромпрес“, която през 1996 г. става член на Европейския алианс на информационните агенции, а през 1999 г. стартира първият уебсайт на агенцията. През юли 2008 г. си връща старото име „Аджерпрес“ след изменението на Закон № 19/2003 за организацията и функционирането на националния печат „Ромпрес“.
На 27 януари 2022 г. агенцията подписва договор за сътрудничество с Българската телеграфна агенция.